# Durfort-Lacapelette
 Durfort-Lacapelette  es una población y comuna francesa, en la región de Mediodía-Pirineos, departamento de Tarn y Garona, en el distrito de Castelsarrasin y cantón de Lauzerte.

## Demografía
| 881 | 832 | 723 | 761 | 686 | 675 |
| Para los censos de 1962 a 1999 la población legal corresponde a la población sin duplicidades (Fuente: INSEE [Consultar]) |     |     |     |     |     |